# Maruf (Korgun)
Maruf is een dorp in het Turkse district Korgun en telt 494 inwoners (2000).
Centrale districtsplaats (İlçe Merkezi): Korgun
Gemeenten (Beldeler): Geen
Dorpen (Köyler):
Buğay · Çukurören · Dikenli · Gümüşdüven · Ildızım · İkiçam · Karatekin · Karatepe · Kayıçivi · Kesecik · Maruf · Yolkaya